# Аурангзеб
Абу Музафар Мухи Уддин Мухамад Аурангзеб Аламгир или по-известен като Аурангзеб е шестият император на Моголската империя, управлявал я от 1658 до смъртта си през 1707.

## Възкачване на престола
Аурангзеб е третият син на Шах Джахан. Баща му го назначава за управител на Декан, пост който заема между 1636 и 1644. През 1647 е назначен за управител на Афганистан със задача да отвоюва отново за империята провинцията Кандахар, което не успява да постигне.
През 1657 императорът Шах Джахан заболява и Аурангзеб се възползва, заточвайки баща си в крепостта Агра, където той остава 9 години до смъртта си през 1666. Същевременно нарежда да екзекутират братята му Мурад и Дара Шикох. Само четвъртия му брат Шуха успява да избяга в джунглите на Бирма, където по-нататъшната му съдба е неизвестна. Така на 31 юли 1658 Аурангзеб официална е коронясан за император.

## Управление
От началото до края на своето управление Аурангзеб води непрестанни войни. Поддържа огромна армия и успява да разшири границите на империята. На северозапад те достигат до Пунджаб и Афганистан. На юг успява да завладее отколешните врагове на моголите, султанствата Голконда и Биджапур. Непрестанните войни и липсата на религиозна търпимост в държавата обаче дават своя дан. В Пунджаб, многочислените и войнствени сикхи постоянно вдигат въстания, а на юг идуското население се обединява в Царство Маратха, с което в последните 20 години на управлението си Аурангзеб води непрестанни войни.
За разлика от своите предшественици, които проповядват религиозна търпимост, Аурангзеб е ревностен мюсюлманин, радетел на насилствената ислямизация на Индия. Той въвежда в империята данъка за немюсюлмани джизие, разпорежда унищожаването на няколко хиляди индуски храма. Преследва като ерес и някои противоречиви течения в самия ислям, като суфизма, който бил популярен в Индия по онова време.